# Пам'ятник УПА (Грушовичі)
Пам'ятник УПА  — зруйнований український пам'ятник у селі Грушовичі ґміна Стубно Перемишльського повіту в Підкарпатському воєводстві, який був присвячений борцям за незалежність України, воякам УПА, які захищали місцеве українське населення від повоєнних депортацій з рідних місць. Останній пам'ятник воякам УПА в Польщі.

## Історія створення пам'ятника
Пам'ятник на грушовицькому цвинтарі був відкритий 10 жовтня 1994 року на місці де поховано 12 партизанів УПА, серед яких був Павло Клошник, партизанський лікар. Пам'ятник був встановлений з дотриманням польського законодавства під час ІІ з'їзду Спілки українців-політв'язнів сталінського періоду, що відбувся у Перемишлі в 1994 році.
На пам'ятнику було встановлено меморіальні таблиці з написом: «Героям УПА. Слава борцям за волю України». Там же був перелік чотирьох куренів УПА (курені «Беркута», «Коника-Байди», «Залізняка», «Рена»), які базувалися в цьому регіоні.

## Вандалізм
11 листопада 2012 року невідомі зловмисники написали на пам'ятнику російською мовою «СВОЛОЧИ» та польською «KATY», «FASZYSTY» i «DYPA». Також на пам'ятнику намальовано свастику. Як зазначає газета «Наше Слово», друкований орган Об'єднання українців Польщі, помилки у словах можуть вказувати на те, що вандали не зовсім добре знали польську мову, отже осквернення могло бути провокацією ззовні.
2 березня 2014 року невідомі злочинці осквернили символічну могилу вояків УПА.
26 серпня 2014 року представниками польської фашистської організації «Фаланга» вдруге осквернили Пам'ятник вояків УПА у Грушовичах. Були написано — «Смерть катам Волині і Донбасу», вульгаризми, а також перевернутий тризуб і фаланґа — символ радикальних польських рухів. 8 серпня 2014 року польська поліція в Перемишлі припинила попереднє розслідування вандалізму щодо пам'ятника у Грушовичах.
У травні 2015 року невідомими злочинцями втретє пошкоджено Пам'ятник вояків УПА. Демонтовано п'ять таблиць, зникли металеві елементи на стовпах, на яких вивішували прапори. Вандали порозкидали спалені свічки, лампадки та штучні квіти у синьо-жовтих барвах. На стовпах пам'ятника червоною фарбою намалювали символ «Польща бореться» («Polska Walcząca»). На пам'ятнику з'явився також вульгарний напис. Крім цього, на монумент нанесені перевернутий тризуб і фаланґа — символ радикальних польських рухів.
«Відновлення Хреста»
7 липня 2017 року на цвинтарі у Грушовичах польські націоналісти встановили та освятили Хрест з «Пам'ятника воїнам УПА» на тому ж місці, де раніше стояв монумент, але присвячений він українцям, які в роки Другої світової рятували поляків «від смерті від рук УПА».
Напис на табличці хреста тепер такий: 
| Українцям, які на Волині та у Східній Галичині в 1943-1945 роках загинули від рук УПА, рятуючи поляків від знищення[7]. |

## Руйнування пам'ятника
26 квітня 2017 року Пам'ятник воякам УПА було зруйнована. Під час процесу руйнування пам'ятника на цвинтарі був присутній війт громади Януш Слабицький. Пам'ятник зруйнували з дозволу місцевої влади як «нелегально встановлений». Роботи з демонтажу очолив президент Руху народового у Підкарпатському воєводстві Марек Кульпа. Молодики, вбрані у чорні футболки із зображеною на них «антибандерівською» символікою, зняли з аркоподібного монумента металевий тризуб, а сам пам'ятник розібрали на фрагменти. Об'єднанні українців Польщі спростовує закиди про «нелегально встановлений» меморіал у Грушовичах, адже тоді законодавство у Польщі ще не було чітко прописаним щодо таких пам'ятників.

## Реакція України
Після руйнування українського пам'ятника воякам УПА Президенти України Петро Порошенко та Польщі Анджей Дуда провели телефонну розмову, під час якої Анджей Дуда пообіцяв, що особисто розгляне інцидент.
Об'єднання українців Польщі висловило протест з приводу руйнування пам'ятника у Грушовичах. У своїй заяві Об'єднання українців Польщі назвало руйнування пам'ятника «черговою антиукраїнською провокацією» та наголосило на тому, що демонтаж українського монумента здійснено за два дні до 70-ї річниці операції «Вісла».
Об'єднання українців Польщі закликало польський уряд до рішучої реакції на антиукраїнську провокацію та до протидії приниженню національної гідності українців.
Український інститут національної пам'яті у своїй заяві засудив руйнування пам'ятника:
| Руйнування братської могили вояків УПА в Грушовичах є 15-м за чергою актом наруги над місцями пам'яті українського народу в Польщі, вчиненим від 2014 р. Ці випадки залишаються без розгляду польськими правоохоронними органами. Польська влада не відновлює знищених пам'ятників. Водночас за той самий період в Україні було вчинено 4 акти наруги над польськими місцями пам'яті, і кожного разу українська влада у найкоротші терміни відновлювала меморіальні об'єкти у їх первинному вигляді, а за фактами вандалізму порушувались кримінальні справи.[11] |
У зв'язку з руйнування пам'ятника у Грушовичах Український інстит національної пам'яті припинив розгляду будь-яких звернень польських державних інституцій, окремих осіб чи громадських організацій про надання дозволів на встановлення нових польських пам'ятників та пам'ятних знаків чи реставрацію вже існуючих на території України.
МЗС України руйнування українського пам'ятника у селі Грушовичах назвало відвертою провокацією в переддень вшанування 70-х роковин акції «Вісла», який здійснений з метою відвернення уваги від цієї сумнозвісної дати. МЗС України звернулося до польської сторони за офіційними роз'ясненнями.
Голова Організації українських націоналістів Богдан Червак заявив: 
| Будемо відверті. До цього часу ми були схильні сприймати усі антиукраїнські шабаші у Польщі як провокацію третьої сили – Москви. І мали на це усі підстави. РФ була і залишається найголовнішими ворогом України. Проте сьогодні усе має змінитися. Глум на мертвими, зневага до українських державних символів, шовіністичний угар з яким вівся демонтаж, а головне відсутність реакції офіційної Варшави, вказують, що настав час змінити ставлення до Польщі.[13] |
Депутати Львівщини у своєму зверненні закликали Уряд Польщі, Маршалка Підкарпатського воєводства, воєводу Підкарпатського воєводства, старосту Перемишльського повіту негайно вжити заходів для відновлення пам'ятника воїнам УПА в с. Грушовичі поблизу Перемишля. Депутати нагадали, що після знищення пам'ятника полякам у Гуті Пеняцькій українська сторона відновила пам'ятник за кошти української громади.